# Goanna (Band)
Goanna ist eine australische Band, die sozialen Protest mit populärer Musik verbindet.

## Name
Gegründet wurde die Band von Shane Howard im Jahre 1970 als The Goanna Band. Der Name wurde bis 1979 behalten und anschließend in Goanna umgewandelt. Goanna ist der Name für eine Art von Waranen, die in Australien und in Tasmanien leben.
Die Band produzierte Spirit of Place, das von der australischen Musikindustrie (ARIA) zum besten Album des Jahres 1982 gewählt wurde; Solid Rock wurde zur besten Single des Jahres gewählt. Solid Rock befasst sich mit der Vertreibung der Aborigines durch die Europäer. Der Song wurde weltweit vermarktet. In den Auseinandersetzungen der Umweltbewegung um den Franklin-Staudamm mit der Regierung Tasmaniens nahmen sie den Song Let the Franklin Flow auf. Es wurde zum Protestlied dieser Bewegung und erreichten Platz 12 in den australischen Charts. Sie brachten auch den Song Sorry, ein Lied über die Gestohlene Generation der Aboriginekinder heraus.
Die Band trug drei Lieder (Common Ground, Song for Africa, Solid Rock) im Sydney Entertainment Centre im Jahre 1985 auf dem Konzert Oz for Africa im Rahmen der weltweiten Live-Aid-Konzerte vor. Ihr letztes Album Oceania brachten sie im April 1985 heraus. Dieses Album kam im Mai 1985 bis auf den 20. Platz der australischen Charts. 2006 wurden zahlreiche Lieder der Goanna-Band vom Radiosender Triple M in einem Kontest abgespielt und sie erreichten dort gute Platzierungen. Die Band Goanna ist australienweit bekannt.

## Diskografie
Alben
- 1982: Spirit of Place (AU: ×3Dreifachplatin )[1]